# Mamerto Acuña
Mamerto Acuña (Argentina)
Foi um médico argentino trabalhou na primeira metade do século XIX em Alvear. Foi director do Hospital Nacional da Argentina, escreveu importantes obras de pediatria: Meningitis aguda de Ia infância, Alimentación dei nino. Estúdio de Ias anemias de Ia infância.